# روبرت دونكان (كاتب)
روبرت دونكان (بالإنجليزية: Robert Duncan)‏ هو كاتب مسرحي ورسام وكاتب وشاعر أمريكي، ولد في 7 يناير 1919 في أوكلاند في الولايات المتحدة، وتوفي في 3 فبراير 1988 في سان فرانسيسكو في الولايات المتحدة بسبب اعتلال الكلية.

## وصلات خارجية
- روبرت دونكان على موقع الموسوعة البريطانية (الإنجليزية)
- روبرت دونكان على موقع ميوزك برينز (الإنجليزية)
- روبرت دونكان على موقع إن إن دي بي (الإنجليزية)
- روبرت دونكان على موقع ديسكوغز (الإنجليزية)